# Karlheinz Bier
Karlheinz Bier (* 22. Februar 1925 in Coswig bei Dresden; † 26. Juli 1969 in Finnland) war ein deutscher Entomologe und Zoologe.

## Leben
Karlheinz Bier war das einzige Kind des aus einer Waldheimer Kaufmannsfamilie stammenden Handelslehrers und Studienrats (Walter) Curth Bier (1889–1959) und dessen Ehefrau Louise geborene Banzer (1896–1947). Er besuchte von 1931 bis 1935 die Volksschule in Coswig und anschließend acht Jahre lang in Radebeul das Realgymnasium. Nach bestandener Reifeprüfung wurde Bier 1943 zum Wehrdienst eingezogen.
Nach seiner Rückkehr aus der Kriegsgefangenschaft begann Bier 1946 mit dem Studium der Naturwissenschaften an der Julius-Maximilians-Universität Würzburg. Seine wissenschaftlichen Lehrer waren unter anderen die Zoologen Waldemar Schleip und Theodor A. Wohlfahrt sowie der Botaniker Hans Burgeff. 1949 legte er hier das Staatsexamen für das Höhere Lehramt in den Fächern Biologie, Chemie und Geographie ab und begann auf Anregung von Karl Gößwald mit einer Dissertation. Bier promovierte 1952 über die Fertilität von Arbeiterinnen und zur Kastendetermination bei Ameisen. Seine Habilitation, die er 1957 verteidigte, beschäftigte sich mit der Entwicklung von Eizellen und den Polytänchromosomen bei Schmeißfliegen.
Die Eizellenentwicklung bei Insekten wurde Biers Hauptarbeitsfeld. 1962 wurde Bier als außerordentlicher Professor an die Universität Münster berufen und 1965 zum ordentlichen Professor und Direktor des dortigen Zoologischen Instituts ernannt. Er klärte auf, wie in unterschiedlichen Ovariolentypen die benötigte hohe Konzentration an ribosomaler RNA (rRNA) bereitgestellt wird. Dabei berücksichtigte er auch evolutive Aspekte der untersuchten Insekten und fand bei panoistischen Ovariolen Lampenbürstenchromosomen, wie sie bisher nur für Amphibien bekannt waren. Bier untersuchte mit seiner Arbeitsgruppe, in der unter anderen Werner Kunz und Dietrich Ribbert arbeiteten, zahlreiche Arten aus Insektengruppen wie Heuschrecken, Grillen, Schaben, Laufkäfern, Schwimmkäfern und Fliegen.
Bier starb schon im Alter von 44 Jahren während einer Urlaubsreise in Finnland.